# Jolanta Lothe
Jolanta Lothe (Vilna, Reichskommissariat Ostland, Alemania; actual Vilnius, Litunia, 19 de abril de 1942-Varsovia, 1 de abril de 2022) fue una actriz polaca. Apareció en más de veinticinco películas desde 1965.

## Biografía
Jolanta, hija de Tadeusz Lothe (1903-1943) y de la actriz Wanda Stanisławska-Lothe (1908-1985), se graduó en la Escuela Nacional Superior de Teatro de Varsovia en 1966. Después trabajó como actriz en los escenarios de Varsovia: Teatro Syrena (1966-1967), Teatro Clásico (1968-1972), Teatro Estudio (1972-1976) y Teatro Nacional (1976-1982). A partir de 1989, junto con su segundo esposo, Piotr Lachmann, dirigió en Varsovia el teatro experimental "Videoteatr Poza". Su primer marido fue el dramaturgo y director de teatro Helmut Kajzar, quien falleció en 1982.[cita requerida]

## Filmografía seleccionada
| Año  | Título                       | Papel                        | Notas |
| ---- | ---------------------------- | ---------------------------- | ----- |
| 1965 | Walkover                     | Chica en la ventana          |       |
| 1969 | Hunting Flies                | Basia                        |       |
| 1970 | The Cruise                   | Chica joven                  |       |
| 1974 | A Jungle Book of Regulations | Korbaczewska                 |       |
| 1974 | The Deluge                   | Terka Gasztowtówna-Paculanka |       |
| 1976 | Brunet wieczorową porą       | Cajera de cine               |       |